# The Money Changers
The Money Changers er en amerikansk stumfilm fra 1920 af Jack Conway.

## Medvirkende
- Robert McKim som Hugh Gordon
- Claire Adams som Lucy Hegan
- Roy Stewart som Allan Martin
- Audrey Chapman som Mary Holmes
- George Webb som Monk Mullen
- Betty Brice som Maggie O'Brien
- Edward Peil Sr. som Ling Choo Fong
- Harvey Clark som Chow Chin
- Harry Tenbrook som Chink Murphy
- Stanton Heck som George Conley
- Zack Williams som Wesley Shiloh Mainwaring
- George Hernandez som James Hegan
- Gertrude Claire som Mrs. Mullen
- Laddie Earle som Jimmy Mullen